# Markurells i Wadköping (film)
Markurells i Wadköping är en svensk-tysk dramafilm från 1931 i regi av Victor Sjöström. Filmen är baserad på Hjalmar Bergmans roman Markurells i Wadköping.

## Om filmen
Filmen premiärvisades 16 februari 1931 i på biograferna Röda Kvarn i Stockholm, Uppsala och Örebro. Den spelades in i Filmstaden Råsunda med exteriörer från Stockholm av J. Julius. Som förlaga har man Hjalmar Bergmans roman Markurells i Wadköping som utgavs 1919, Bergman dramatiserade själv romanen som uruppfördes på Dramatiska Teatern i Stockholm 1930. Filmen var en samproduktion med det tyska filmbolaget Terra Film AG och Film AB Minerva, och 1930 producerades en tysk version, se Väter und Söhne. 1968 gjordes en nyinspelning av Sveriges Radio-TV i regi av Hans Dahlin, se Markurells i Wadköping

## Roller i urval
- Victor Sjöström - Harald Hilding Markurell, Källarmästare på utvärdshuset Kupan, Berget
- Pauline Brunius - Fru Karin Markurell
- Sture Lagerwall - Johan Markurell, deras pojke
- Brita Appelgren - Brita de Lorche, kusin till Louis
- Sture Baude - Häradshövding Carl-Magnus de Lorche, Skattmästare i Stiftelsen "De fattigas vänner"
- Gösta Gustafson - Perukmakare Sven Ström
- Nils Lundell - Skolvaktmästare Per Ström, hans bror
- Gunnar Klintberg - Rektorn Blidberg, Sekreterare i Stiftelsen "De Fattigas Vänner"
- Bror Olsson - Domprosten, Censor
- Einar Fröberg - Kemiprofessorn, Censor
- Gösta Granberg - Louis de Lorche, Häradshövdingens son, Britas kusin
- Oscar Byström - Landshövdingen Axel Rüttenschöld, Ordförande i Stiftelsen "De Fattigas Vänner"
- Arthur Natorp - Kyrkoherden, Ledamot i Stiftelsens Styrelse
- Thure Holm - Ledamot av Stiftelsens Styrelse
- Carl Nissen - Ledamot av Stiftelsens Styrelse

## Musik i filmen
- Mandom, mod och morske män, text Richard Dybeck, instrumental.
- De' ä' min röda da' i da' (De ä min röda da i da), kompositör Jules Sylvain, text Karl-Ewert, framförs av okänd sångare
- Låt mig få bli bekant med henne, kompositör Jules Sylvain, instrumental.
- Nearer, My God, to Thee (Närmare, Gud, till dig), kompositör Lowell Mason engelsk text Sarah Flower Adams svensk text 1912 Emanuel Linderholm, instrumental.
- Vila vid denna källa (Oförmodade avsked, förkunnat vid Ulla Winblads frukost en sommarmorgon i det gröna), kompositör och text Carl Michael Bellman, instrumental.
- Sjungom studentens lyckliga dag (Studentsång), kompositör Prins Gustaf, text Herman Sätherberg, framförs av en kör
- O, hur härligt majsol ler (Majsång), kompositör Friedrich Kuhlau, svensk text 1831 Carl Wilhelm Böttiger, framförs av en kör